# Cymothoe vitalis
Cymothoe vitalis är en fjärilsart som beskrevs av Hans Rebel 1914. Cymothoe vitalis ingår i släktet Cymothoe och familjen praktfjärilar. Inga underarter finns listade i Catalogue of Life.